# K. P. Rohnstein
Albert Konrad Alfred Paul Rohnstein (* 21. Januar 1900 in Spandau; † 12. August 1973 in Thambach (Reichertsheim)) war ein deutscher Tontechniker, Synchronsprecher und Synchronregisseur.

## Leben und Wirken
Rohnstein wurde 1922 an der Universität Würzburg mit der Schrift Beiträge zur wirtschaftlichen Entwicklung der deutschen Film-Industrie (unter besonderer Berücksichtigung des Kinematographentheatergewerbes) zum Dr. rer. pol. promoviert. In Berlin war er seit dem Herbst 1930 tätig. Zu diesem Zeitpunkt schrieb er als Übersetzer für die Berliner Rhythmographie GmbH, die im Auftrag der amerikanischen Universal Studios agierte, die deutschen Dialoge zu Im Westen nichts Neues. Spätestens seit 1936 war Rohnstein Miteigentümer und Produktionsleiter des in der Alten Jakobstraße 133 gelegenen Synchronstudios Lüdtke, Dr. Rohnstein & Co. Seitdem schuf er als Regisseur zahlreiche deutsche Vertonungen amerikanischer, englischer, italienischer, spanischer, französischer und sowjetischer Spielfilme, sprach auch mitunter selbst. Nach dem Krieg siedelte Rohnstein nach München über und gründete dort die Rohnstein Film GmbH, arbeitete aber auch für andere Firmen. 1951 erstellte er die Tonfassung des erfolgreichen Unterwasserfilms Abenteuer im Roten Meer von Hans Hass. Rohnstein führte bis in die späten 1960er-Jahre Synchronregie und war bis in die 1970er-Jahre als Sprecher tätig. 1972 trat er in der Fernsehserie Alpha Alpha einmalig als Darsteller in einer kleinen Rolle in Erscheinung.